# Weilbach (Autriche)
Pour les articles homonymes, voir Weilbach.
Weilbach est une commune autrichienne du district de Ried im Innkreis en Haute-Autriche.